# John Dennis (politico 1771)
John Dennis (Pocomoke City, 17 dicembre 1771 – Filadelfia, 17 agosto 1806) è stato un politico statunitense, delegato del Maryland alla Camera dei rappresentanti degli Stati Uniti.

## Biografia
Nacque nella dimora di famiglia, Beverly, a Pocomoke City, nella provincia del Maryland, il 17 dicembre 1771. Terminò gli studi preparatori all'Accademia Washington, e frequentò lo Yale College. Studiò legge e fu ammesso alla professione forense nel 1793, praticando nella contea di Somerset. Fu poi eletto per due mandati alla Camera dei delegati del Maryland, prima di essere eletto come federalista alla Camera dei rappresentanti degli Stati Uniti, dove rimase dal 4 marzo 1797 al 3 marzo 1805. In quel periodo Dennis fu uno dei responsabili della procedura di messa in stato di accusa del senatore del Tennessee William Blount.
Fu il padre di John Dennis (anch'egli membro del congresso del Maryland) e zio di Littleton Purnell Dennis.
Dennis morì a Filadelfia, in Pennsylvania, dove è sepolto presso il Christ Church Burial Ground.